# Tomasz Rakowiecki
Tomasz Rakowiecki (ur. 22 października 1955 w Łodzi, zm. 28 lutego 2017 tamże) – polski szachista, mistrz FIDE od 1986 roku.

## Kariera szachowa
Czterokrotnie startował w finałach mistrzostw Polski juniorów, najlepszy wynik osiągając w 1974 r. w Grudziądzu, gdzie zajął VI miejsce. W 1975 r. zdobył w Uniejowie brązowy medal drużynowych mistrzostw Polski juniorów, w barwach klubu "Anilana" Łódź. Dwukrotnie uczestniczył w finałach indywidualnych mistrzostw Polski, w 1981 r. w Warszawie zajmując XV miejsce (w turnieju tym pokonał w jednej z partii arcymistrza Adama Kuligowskiego po zaledwie 22 posunięciach). Jako reprezentant "Anilany" zdobył trzy medale drużynowych mistrzostw Polski: dwa srebrne (Ciechocinek 1976, Katowice 1977) oraz brązowy (Augustów 1975). W latach 1996, 1997 oraz 1998 trzykrotnie zdobył tytuły indywidualnego mistrza Łodzi.
Największe sukcesy w karierze odniósł w grze błyskawicznej. Ośmiokrotnie startował w finałach indywidualnych mistrzostw Polski, dwukrotnie (Kalisz 1986, Gdynia 1990) zajmując IV miejsca. Trzykrotnie zdobył medale drużynowych mistrzostw Polski w tej odmianie szachów: złoty (Bydgoszcz 1987), srebrny (Katowice 1988) oraz brązowy (Kalisz 1979), wszystkie w zespole "Anilany" Łódź.
Najwyższy ranking w karierze osiągnął 1 lipca 1986 r., z wynikiem 2365 punktów dzielił wówczas 33-36. miejsce wśród polskich szachistów.